# Oriol verdós
L'oriol verdós (Oriolus flavocinctus) és un ocell de la família dels oriòlids (Oriolidae).

## Hàbitat i distribució
Habita els boscos de les terres baixes de Leti, Moa i Romang, a les illes Petites de la Sonda, illes Aru, sud de Nova Guinea, costa septentrional d'Austràlia, al nord-est d'Austràlia Occidental, nord del Territori del Nord i nord de Queensland.